# Carepalxis montifera
Carepalxis montifera là một loài nhện trong họ Araneidae.
Loài này thuộc chi Carepalxis. Carepalxis montifera được Ludwig Carl Christian Koch miêu tả năm 1872.